# Parque Estadual de Águas Quentes

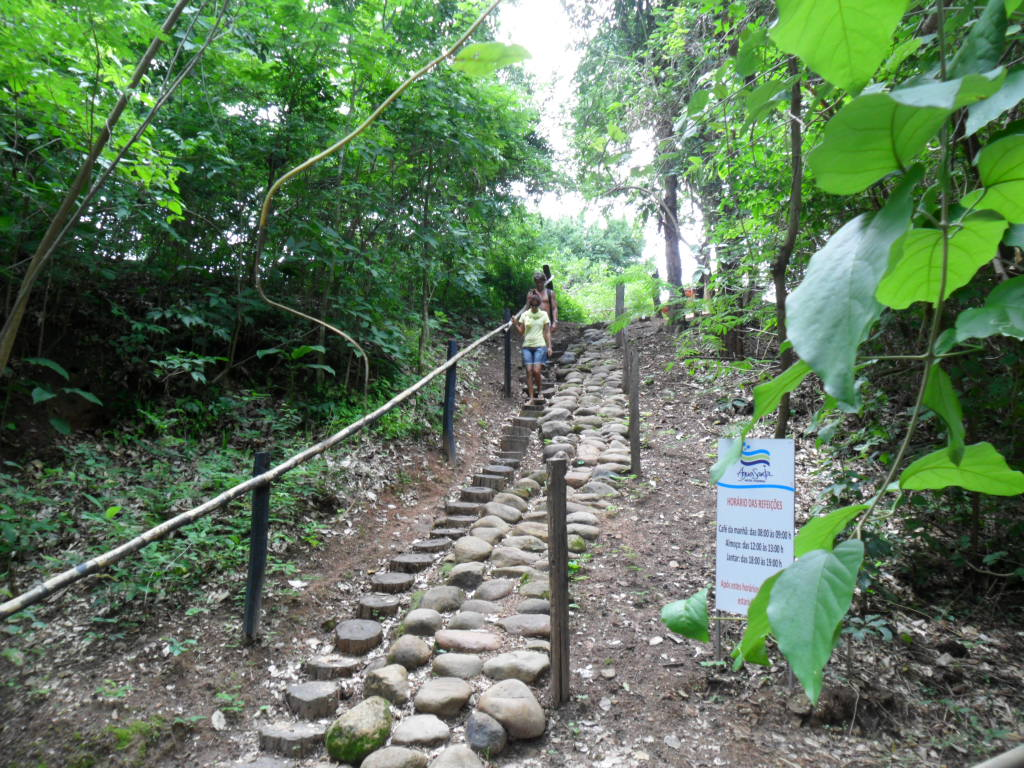
Caminho verde do parque.

O Parque Estadual das Águas Quentes é um parque estadual do estado de Mato Grosso, Brasil.

## Localização
O Parque Estadual das Águas Quentes fica no município de Santo Antônio do Leverger, Mato Grosso. Possui uma área de 1 487 hectares. A rodovia MT-455 atravessa o parque de norte a sul, com o parque estando a apenas oitenta quilômetros da capital, Cuiabá. Tem esse nome devido às suas águas termais, que apresentam temperaturas de 31 a 43 °C, utilizado para fisioterapia e tratamento de reumatismo. Existe uma concessão para uma empresa operadora de hotel até 2041. O hotel dispõe de 75 apartamentos, instalações de lazer como piscina, toboágua, tirolesa e restaurante. Existem cachoeiras, piscinas de águas termais e trilhas para caminhadas.

## Ambiente
O Parque Estadual das Águas Quentes fica no planalto de Guimarães, na depressão do Rio Paraguai. A vegetação do parque é principalmente decerrado, incluindo savana/floresta estacional, savana com árvores abertas, mata ciliar e floresta estacional submontana. Em 2005, o parque estava 34% desmatado, contra 30% em 2002. As espécies arbóreas incluem o Jacarezinho, Curatella americana, Ceiba speciosa e Genipa americana. A fauna inclui anta, queixada, jaguatirica, paca, tatu, bugio e tucano.

## História
O Parque Estadual das Águas Quentes é a primeira área protegida de Mato Grosso. Foi criado pelo decreto 1.240 de 13 de janeiro de 1978 em área de propriedade da Empresa Matogrossense de Turismo com área de 1 487 hectares. Em 13 de agosto de 2010, a SEDTUR concordou que a SEMA deveria elaborar um plano de manejo para o parque. Em 17 de outubro de 2014, a SEMA apelou aos proprietários ou arrendatários de terras no parque para fornecerem documentação da sua reivindicação. A propriedade da terra foi regularizada, sendo todos os antigos proprietários indenizados. O conselho consultivo foi criado em 15 de dezembro de 2014 e o plano de manejo foi aprovado em 15 de março de 2015.